# Górna Wieś (województwo podkarpackie)
Górna Wieś – osada w Polsce położona w województwie podkarpackim, w powiecie sanockim, w gminie Komańcza.